# Bretagne Classic 2023
La 87.ª edición de la clásica ciclista Bretagne Classic (nombre oficial: Bretagne Classic - Ouest-France) fue una carrera en Francia que se celebró el 3 de septiembre de 2023 con inicio y final en la ciudad de Plouay sobre un recorrido de 258 km.
La carrera formó parte del UCI WorldTour 2023, calendario ciclístico de máximo nivel mundial, siendo la trigésima primera carrera de dicho circuito y fue ganada por el francés Valentin Madouas del Groupama-FDJ. Completaron el podio, como segundo y tercer clasificado respectivamente, el también francés Mathieu Burgaudeau del TotalEnergies y el austriaco Felix Großschartner del UAE Emirates.

## Equipos participantes
Tomaron parte en la carrera 24 equipos, los cuales incluyen los 18 equipos de categoría UCI WorldTeam y 6 de categoría UCI ProTeam, quienes formaron un pelotón de 167 ciclistas de los que terminaron 88. Los equipos participantes fueron:
| WorldTeams (18)- AG2R Citroën Team - Alpecin-Deceuninck - Astana Qazaqstan Team - Bahrain Victorious - Bora-Hansgrohe - Cofidis - EF Education-EasyPost - Groupama-FDJ - Ineos Grenadiers - Intermarché-Circus-Wanty - Jumbo-Visma - Lidl-Trek - Movistar Team - Soudal Quick-Step - Arkéa-Samsic - Team DSM-Firmenich - Team Jayco AlUla - UAE Team Emirates ProTeams (6)- Bingoal WB - Green Project-Bardiani CSF-Faizanè - Israel-Premier Tech - Lotto Dstny - TotalEnergies - Tudor Pro Cycling Team |
| |

## Clasificación final
La clasificación finalizó de la siguiente forma:
| \| Clasificación general \| Clasificación general \| Clasificación general \| Clasificación general \| Clasificación general \| \| Ciclista \| Ciclista \| Equipo \| Tiempo \| \| \| --------------------- \| --------------------- \| --------------------- \| --------------------- \| --------------------- \| \| 1.º \| Valentin Madouas \| Groupama-FDJ \| 6 h 15 min 22 s \| \| \| 2.º \| Mathieu Burgaudeau \| TotalEnergies \| + 0 s \| \| \| 3.º \| Felix Großschartner \| UAE Team Emirates \| + 0 s \| \| \| 4.º \| Stefan Küng \| Groupama-FDJ \| + 1 s \| \| \| 5.º \| Jasper De Buyst \| Lotto Dstny \| + 17 s \| \| \| 6.º \| Marc Hirschi \| UAE Team Emirates \| + 17 s \| \| \| 7.º \| Tiesj Benoot \| Jumbo-Visma \| + 17 s \| \| \| 8.º \| Frederik Wandahl \| Bora-Hansgrohe \| + 17 s \| \| \| 9.º \| Elia Viviani \| Ineos Grenadiers \| + 35 s \| \| \| 10.º \| Sandy Dujardin \| TotalEnergies \| + 35 s \| \| |                     |                   |                 |
| |                     |                   |                 |
| Fuente: ProCyclingStats |                     |                   |                 |
| Clasificación general |                     |                   |                 |
| Ciclista | Ciclista            | Equipo            | Tiempo          |
| 1.º | Valentin Madouas    | Groupama-FDJ      | 6 h 15 min 22 s |
| 2.º | Mathieu Burgaudeau  | TotalEnergies     | + 0 s           |
| 3.º | Felix Großschartner | UAE Team Emirates | + 0 s           |
| 4.º | Stefan Küng         | Groupama-FDJ      | + 1 s           |
| 5.º | Jasper De Buyst     | Lotto Dstny       | + 17 s          |
| 6.º | Marc Hirschi        | UAE Team Emirates | + 17 s          |
| 7.º | Tiesj Benoot        | Jumbo-Visma       | + 17 s          |
| 8.º | Frederik Wandahl    | Bora-Hansgrohe    | + 17 s          |
| 9.º | Elia Viviani        | Ineos Grenadiers  | + 35 s          |
| 10.º | Sandy Dujardin      | TotalEnergies     | + 35 s          |

## Ciclistas participantes y posiciones finales
Convenciones:
- AB: Abandono
- FLT: Retiro por llegada fuera del límite de tiempo
- NTS: No tomó la salida
- DES: Descalificado o expulsado

## UCI World Ranking
La Bretagne Classic otorgó puntos para el UCI World Ranking para corredores de los equipos en las categorías UCI WorldTeam, UCI ProTeam y Continental. Las siguientes tablas son el baremo de puntuación y los diez corredores que obtuvieron más puntos:
| Posición   | 1.º | 2.º | 3.º | 4.º | 5.º | 6.º | 7.º | 8.º | 9.º | 10.º | 11.º | 12.º | 13.º | 14.º | 15.º | 16.º-20.º | 21.º-30.º | 31.º-50.º | 51.º-55.º | 56.º-60.º |
| Puntuación | 400 | 320 | 260 | 220 | 180 | 140 | 120 | 100 | 80  | 68   | 56   | 48   | 40   | 32   | 28   | 24        | 16        | 8         | 4         | 2         |

| Clasificación |                     |                  |        |
| Posición      | Ciclista            | Equipo           | Puntos |
| ------------- | ------------------- | ---------------- | ------ |
| 1.º           | Valentin Madouas    | Groupama-FDJ     | 400    |
| 2.º           | Mathieu Burgaudeau  | TotalEnergies    | 320    |
| 3.º           | Felix Großschartner | UAE Emirates     | 260    |
| 4.º           | Stefan Küng         | Groupama-FDJ     | 220    |
| 5.º           | Jasper De Buyst     | Lotto Dstny      | 180    |
| 6.º           | Marc Hirschi        | UAE Emirates     | 140    |
| 7.º           | Tiesj Benoot        | Jumbo-Visma      | 120    |
| 8.º           | Frederik Wandahl    | Bora-Hansgrohe   | 100    |
| 9.º           | Elia Viviani        | INEOS Grenadiers | 80     |
| 10.º          | Sandy Dujardin      | TotalEnergies    | 68     |